# Pasión y poder
Pasion y poder (no Brasil: Paixão e poder) é uma telenovela mexicana produzida por Carlos Sotomayor para a Televisa e exibida entre 8 de agosto e 25 de novembro de 1988 em 80 capítulos sucedendo Amor en silencio e antecedendo Dulce desafío.
A telenovela foi escrita por Carmen Ochoa e adaptada por Marissa Garrido.
Foi protagonizada por Diana Bracho e Carlos Bracho, co-protagonizada por Lola Merino e Alejandro Landero, antagonizada por Claudia Islas, Enrique Rocha,  Paulina Rubio, Martín Barraza e Constantino Costas.

## Enredo
A telenovela gira em torno dos dramas familiares e poderes empresariais de duas famílias rivais . Essa rivalidade tem sua origem há muitos anos, quando Arturo Montenegro e Eládio Gómez Luna disputam o amor da bela Ana Laura. No final das contas, Eládio foi quem se casou com ela. Muitos anos depois, Ana Laura é uma mulher muito infeliz pois suporta os abusos e as maldades de seu marido, tendo como único consolo o amor de seu filho Federico, uma total antítese de seu pai. Entanto Arturo, depois de enviuvar de sua primeira esposa, se casou com a frívola Nina com quem teve 3 filhos: Rogelio, Ana Karen e Paulina. Arturo tão envolvido em seus negócios que não se da conta das humilhações que Nina e seus filhos Rogelio e Paulina fazem a Pedro, filho de seu primeiro matrimonio. Constantemente é martirizado por estes , apelidado  de "El Tonto" convertendo-se em um jovem tímido e neurótico. Só Ana Karen lhe tem carinho,  e quando esta se apaixona perdidamente por Federico, filho do rival de seu pai, Pedro lhe devolve o favor, ajudando-a na relação. Pedro se apaixona pela sua cunhada Alicia e em seguida quando se fortalece , se levanta contra as opressões e abusos de sua família. Arturo aprende a valorizá-lo e também se anima para reconquistar a Ana Laura. Porém , o malvado Eládio não permitirá que sejam felizes e fará até o impensável para destruir a seu rival e sua família.
Final
Esta história destaca-se por ter um final muito aberto, incomum na história das novelas: durante o casamento de Pedro e Alicia se descobre uma bomba e explode surpreendentemente em frente de Pedro, enquanto Eládio, que todos acreditam estar morto, se afasta do lugar e aparece a palavra FIN; Assim, o público fica com a dúvida se os protagonistas conseguiram se salvar.
Há outro final que é: durante a inauguração do hotel Montenegro, Eladio coloca uma bomba no porão e explode. Esse final é muito duvidoso.

## Elenco
- Diana Bracho - Ana Laura Montesinos de Gómez-Luna
- Carlos Bracho - Arturo Montenegro Lombardo
- Enrique Rocha - Eládio Gómez-Luna
- Claudia Islas - Justina "Nina" Guerra de Montenegro
- Lola Merino - Ana Karen Montenegro Guerra
- Alejandro Landero - Federico Gómez-Luna Montesinos
- Constantino Costas - Rogelio Montenegro Guerra
- Miguel Pizarro - Pedro Montenegro Montiel
- Paulina Rubio - Paulina Montenegro Guerra
- Mariagna Prats - Alicia Moncada De Montenegro
- Delia Casanova - Dolores Duran Ordoñez
- Martín Barraza - Ariel Gómez-Luna Duran
- Patricia Rivero-  Patricia Flores Montesinos
- Antonio Brillas - José Perea
- Ada Croner - Simona Gallardo
- Pilar Escalante - Raquel Murat
- Juan Carlos Muñoz - Jaime Guarnerius
- César Castro - Leonardo  Pérez
- Yolanda Mérida - Rosario Ordoñez Vda De Duran
- Gerardo Acuña - Gabriel Almonte
- Ivette Proal - Marina Covarruvias
- Gustavo Navarro - Carlos Hernández
- Patricia Lukin - Vanessa Hernández
- Xavier Ximénez - Anselmo
- Letizia Lukin - Petra Campo
- Arturo Muñoz - Teniente Morales
- Mauricio Armando - Juanito
- Arturo Benavides - Narrador
- Malena Ruizl- Emma Coral De  Pérez
- Olivia Cairo
- Aída Naredo
- Edu Nutkiewicz

## Exibição no Brasil
Foi exibida no Brasil pelo SBT, entre 13 de abril e 31 de maio de 1993 em 42 capítulos, substituindo Eu compro essa mulher e sendo substituída por Marielena.
Foi exibida pelo canal pago TLN Network entre 6 de julho a 23 de outubro de 2015 substituindo A Usurpadora e sendo substituída por Maria do Bairro.

## Prêmios e Indicações

### Prêmios TVyNovelas 1989
| Categoria                  | Nomeado(a)        | Resultado |
| -------------------------- | ----------------- | --------- |
| Melhor telenovela          | Carlos Sotomayor  | Nomeado   |
| Melhor vilã                | Claudia Islas     | Nomeada   |
| Melhor vilão               | Enrique Rocha     | Ganhador  |
| Melhor atriz jovem         | Mariagna Prats    | Nomeada   |
| Melhor revelação femenina  | Paulina Rubio     | Ganhadora |
| Melhor revelação masculina | Miguel Pizarro    | Ganhador  |
| Melhor ator debutante      | Juan Carlos Muñoz | Ganhador  |

## Outras Versões
- Em 2006, Salvador Mejía Alejandre utilizou parte da trama para compor algumas sub-tramas da sua produção Mundo de fieras. Na história, César Évora em seu segundo personagem interpretou o personagem de Enrique Rocha, Laura Flores o de Diana Bracho, Edith González, o de Claudia Islas, Sebastián Rulli ficou com o personagem interpretado por Alejandro Landero e Sara Maldonado com o de Lola Merino.

- Em 2015, José Alberto Castro produziu uma versão homonima da história, sendo protagonizada por Jorge Salinas e Susana González e antagonizada por Fernando Colunga e Marlene Favela.